# 689210 Salvadorjribas
689210 Salvadorjribas è un asteroide della fascia principale interna. Scoperto nel 2011, presenta un'orbita caratterizzata da un semiasse maggiore pari a 2,331012 UA e da un'eccentricità di 0,086885, inclinata di 7,138814° rispetto all'eclittica.